# Négy gondolatébresztő látvány

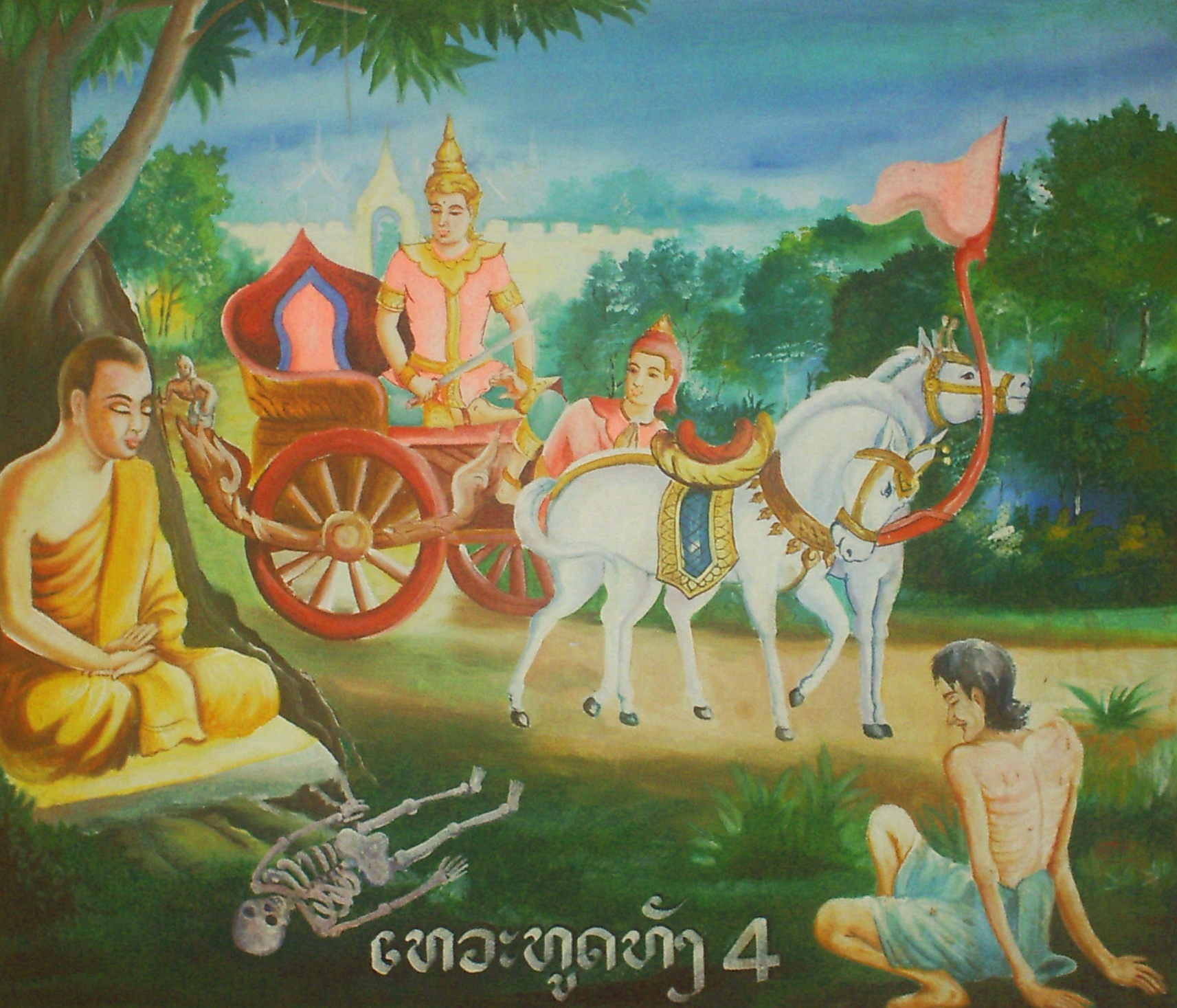
A négy látványt megjelenítő festmény.

A négy látvány (négy gondolatébresztő látvány vagy négy gyötrelmes látvány) a Gautama Sziddhártha életéről szóló legendában szereplő négy találkozást jelenti, amely később a fiatal herceg elvonulásához és megvilágosodásához vezetett. A négy látvány indította el a történelmi Buddhát a spirituális úton, amelynek a végén megértette az állandótlanságot (aniccsa) és a feltételes lét kielégíthetetlenségét. A legenda szerint ezen találkozások előtt Sziddhártha herceg be volt zárva az apja palotájába, aki egy jóslat kapcsán attól félt, hogy a fia aszkétává válna, ha a való világ szenvedéseivel szembesülne. Azonban az ifjú herceg a legelső palotán kívül tett látogatása során négy gyötrelmes látvánnyal találkozott: egy öregember, egy beteg ember, egy holttest és egy aszkéta. Ezek a megfigyelések mélyen érintették és megértette, hogy minden érző lény szenvedésnek van kitéve.

## A négy látvány legendájának története

### Háttér
Sziddhártha herceg születése után apja, Suddhódana király összehívott Bráhmint, hogy jósolják meg a fia jövőjét. Hét az jósolta, hogy a fiú vagy Buddha vagy hatalmas király lesz, Kaundinja viszont egyenesen azt jósolta, hogy a herceg elvonul a világi élet elől és Buddha lesz belőle.
Suddhódana azt szerette volna, hogy a fiából király legyen, ezért bent tartotta fiát a palota falai között és körbevette őt minden világi örömmel és luxussal, amellyel egyben távol tartotta a valóságos világtól.

### A látványok pontos megfigyelése
Fényűző pompával körülvett fiatalkori évei után Sziddhártha herceg 29 éves korában kiszökött a palota falain túlra. A palotából a városba tett úton Csanna (szanszkrit: Csandaka) névre hallgató kocsihajtó volt a társa.
Útja során legelőször egy öreg emberrel találkozott, amelyből megértette a herceg az öregedés következményeit. Amikor erről az emberről kérdezte Csannát, ő azt felelte, hogy minden élőlény egyaránt ki van téve az öregedésnek.
A második találkozás egy betegségtől szenvedő emberrel történt. Ez a látvány is nagyon meglepte Sziddhárthát, amelyről Csanna ismét azt mondta, hogy minden élő lény ki van téve a betegségeknek. Ez még jobban összekavarta az ifjú herceget.
A harmadik látvány egy holttest volt. Ahogy előtte, Csanna elmagyarázta, hogy a halál minden élőlény elkerülhetetlen sorsa.
A három gyötrelmes látvány után Sziddhártha találkozott egy aszkétával, aki annak szentelte életét, hogy megtalálja az emberi szenvedés okát.

### Következmény
A látványok pontos megfigyelése után Sziddhártha visszatért a palotába, ahol női táncos előadást szerveztek számára. Az egész előadás alatt a látványokon töprengett. Másnap kora reggel, miközben az alvó táncosok mindenfelé hevertek, elhatározta, hogy útra kel, hogy az érző lények szenvedését megállítsa.
Kedvenc fehér lovával (Kanthaka) és Csannával vágott neki az útnak. Később Csannát és minden vagyontárgyát visszaküldte a palotába, és aszkétaként folytatta útját, amelynek végén sikerült elérnie a megvilágosodást.

## Buddha legendájának irodalmi forrásai
A korai páli szuttákban a négy látványt nem említik, hogy konkrét találkozások során történtek volna. Ezek alapján Sziddhártha belső megtapasztalása absztrakt megfontolások voltak. Ehhez hasonlóan az Arija-parijeszana-szutta (Maddzshima-nikája 26) is absztrakt megfontolásokat említ.